# Елизабет Буржин
Елизабет Клементин Мадлен Буржин (фр. Élizabeth Clémentine Madeleine Bourgine; Левалоа Пере, 20. март 1957) је француска глумица. Буржинова је најпознатија по улози Кетрин Бордеј у крими-драмедији Смрт у рају.